# Завадский, Иосиф Иосифович
Иосиф (Юзеф) Иосифович Завадский (пол. Józef Zawadzki, 11 (23) ноября 1818, Вильно — 26 марта (7 апреля) 1886, Киев) — российский издатель и печатник польского происхождения, журналист, основатель Польского общества в Киеве, киевский городской голова в 1860—1863 годах.
Родился в 1818 году в Вильно в дворянской семье известного издателя и книготорговца Юзефа Завадского. После окончания гимназии в 1839 году переселился в Киев и через два года открыл там магазин иностранных книг. В 1850 году взял в аренду типографию Университета св. Владимира и руководил ею более 30 лет.
В июле 1860 года избран и утверждён городским головой. Эту должность занимал до апреля 1863 года, после него на эту должность был избран Фёдор Войтенко.
5 июня 1869 года по инициативе профессора Киевского университета Николая Бунге, который возглавлял в то время Киевскую контору Государственного банка, и издателя Иосифа Завадского была основана Киевская товарная биржа — крупный оптовый рынок Юго-Западного края второй половины XIX — начала XX века.
Умер в Киеве 1886 года. Похоронен на Байковом кладбище в католической части.